# Parada Hospital Español
Hospital Español es una estación ferroviaria ubicada en los límites de las ciudades de Turdera y Temperley, partido de Lomas de Zamora, Provincia de Buenos Aires, Argentina.

## Servicios
Forma parte de la Línea General Roca, siendo un centro de transferencia intermedio del servicio diésel metropolitano que se presta entre las estaciones Haedo y Temperley.
Los servicios son prestados por la empresa Trenes Argentinos Operaciones desde el 13 de abril de 2021.

## Ubicación
La estación se encuentra en el extremo norte de la ciudad de Turdera, en el límite con Temperley, sobre la Avenida Hipólito Yrigoyen al 11.000, en la zona sur del Gran Buenos Aires.